# Лаурињано (Козенца)
Лаурињано је насеље у Италији у округу Козенца, региону Калабрија.
Према процени из 2011. у насељу је живело 2051 становника. Насеље се налази на надморској висини од 427 м.